# ثيودور جيل
ثيودور جيل (بالإنجليزية: Theodore Gill)‏ هو كاتب وأمين مكتبة أمريكي، ولد في 21 مارس 1837 في نيويورك في الولايات المتحدة، وتوفي في 25 سبتمبر 1914 في واشنطن العاصمة في الولايات المتحدة.